# Apple A9

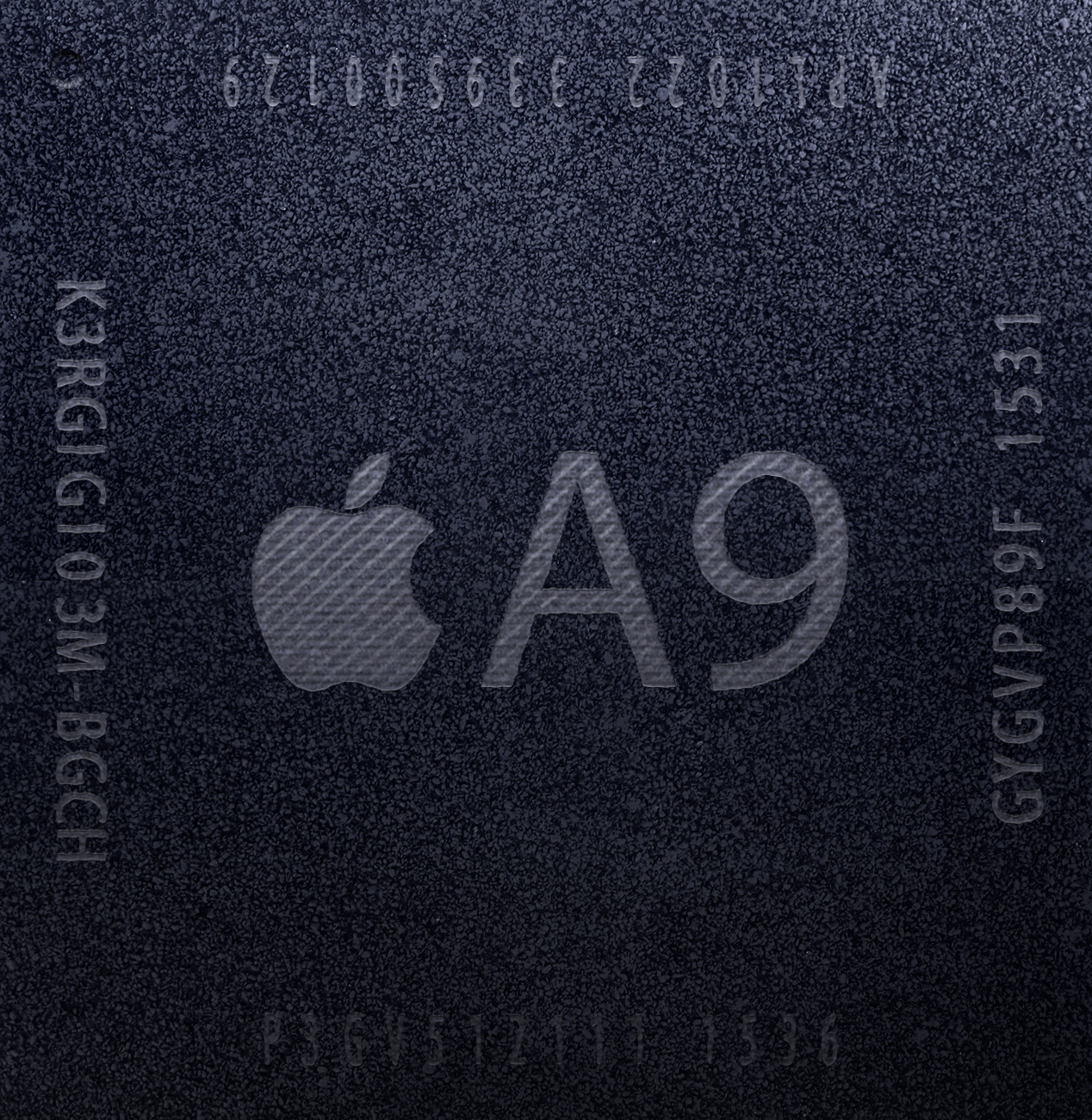
A9-Chip von TSMC

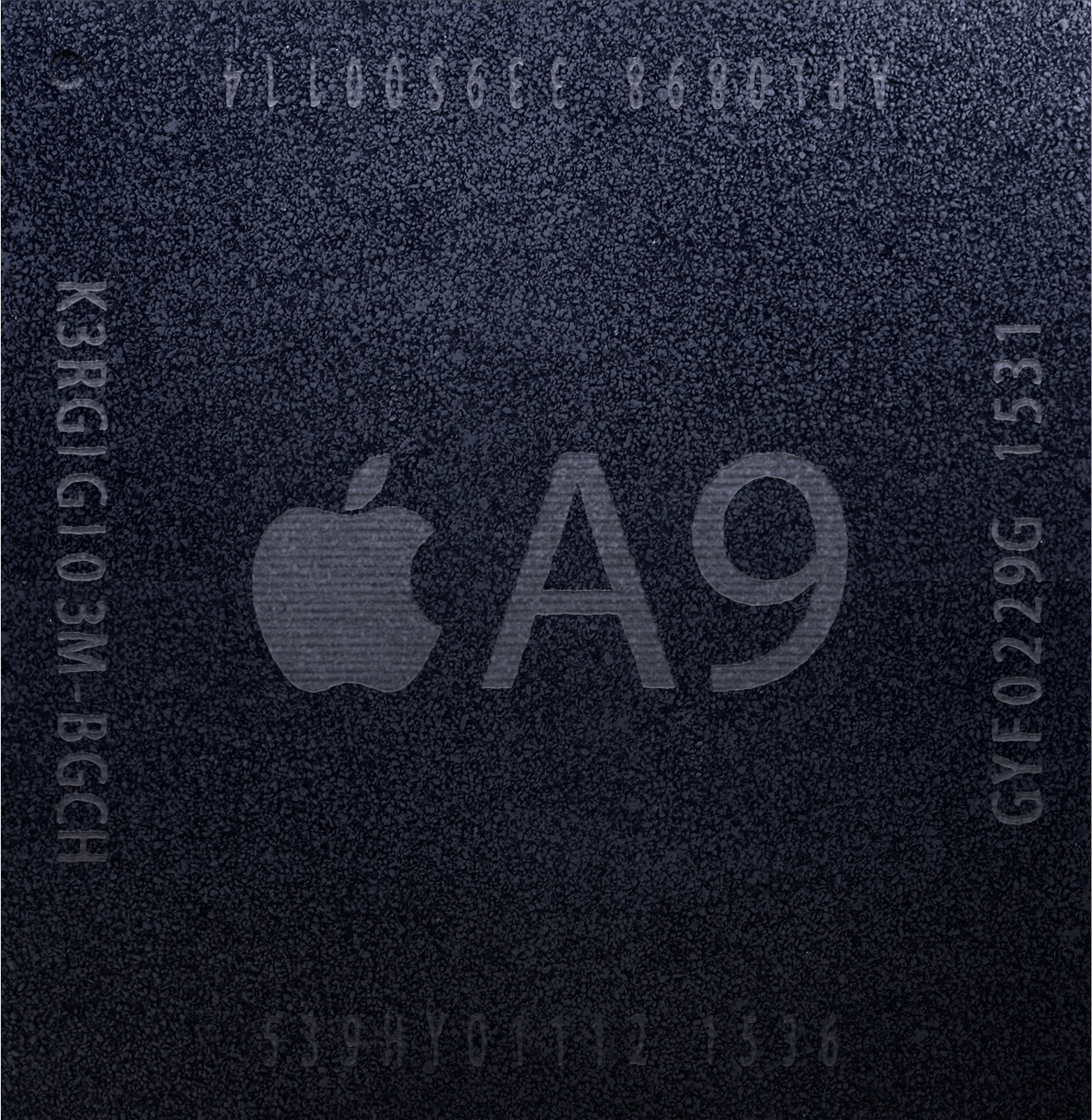
A9-Chip von Samsung

Der Apple A9 und der Apple A9X sind zwei System-on-a-Chips des US-amerikanischen Unternehmens Apple, welche von Samsung (A9) und TSMC (A9 und A9X) gefertigt werden. Beide wurden am 9. September 2015 der Öffentlichkeit präsentiert. Der A9 kommt im iPad, iPhone 6s, iPhone 6s Plus und iPhone SE (1. Generation) zum Einsatz, der A9X im iPad Pro. Sein Nachfolger ist der Apple A10 Fusion bzw. der A10X Fusion, Vorgänger ist der Apple A8 und Apple A8X.

## Technik
Wie auch ihre Vorgänger vereinen der A9 und A9X wichtige Komponenten eines Computers auf einem Chip.

### A9
Als CPU dient ein 64-Bit-Armv8-A-Prozessor mit zwei Prozessorkernen der von Apple entwickelten Twister-Architektur. Die Prozessoren werden von Samsung und TSMC hergestellt; die von Samsung gefertigten Exemplare tragen die Bezeichnung APL0898 und werden im 14-nm-Prozess 14LPE hergestellt, die von TSMC gefertigten APL1022 im 16-nm-Prozess 16FF+. Die Die-Größe beträgt beim APL0898 96 mm², beim APL1022 104,5 mm². In ersten Tests sind die von TSMC gefertigten Chips stromsparender; wie groß der Unterschied zwischen beiden Modellen ist, ist noch unklar.
Der Funktionsumfang der Ausführungseinheiten der Twister-Kerne wurde gegenüber den Typhoon-Kernen des A8 sowohl im Integer-, als auch im FP/NEON-Bereich ausgeweitet, sodass nun mehr Befehle parallel abgearbeitet werden können; der L2-Cache wurde von 1 MiB auf 3 MiB vergrößert, der L3-Cache ist weiterhin 4 MB groß, die beiden L1-Caches blieben unverändert bei je 64 KiB. Die CPU ist mit 1,85 GHz getaktet. Die GPU ist eine GT7600 mit 6 Shaderclustern aus der PowerVR Serie 7XT von Imagination Technologies.
Beim Arbeitsspeicher kommen 2 GiB LPDDR4 zum Einsatz, die über einen 64 Bit breiten Bus angebunden sind. Der ebenfalls beworbene Koprozessor M9 ist in den A9-Chip eingebettet. Der Arbeitsspeicher und der A9 bilden ein PoP, das gesamte A9-Package hat die Abmessungen 14,5 × 15 mm.

### A9X
Gegenüber dem A9 hat Apple im A9X auf einen L3-Cache verzichtet, auf den extern angebundenen LPDDR4-Arbeitsspeicher wird im iPad Pro 12,9 mit einem 128-Bit-Bus zugegriffen, er ist 4 GiB groß. Im iPad Pro 9,7 beträgt die Busbreite nur 64 Bit, die Größe 2 GiB. Die sonst identische CPU mit zwei Twister-Kernen ist mit 2,26 GHz getaktet, die Die-Größe beträgt 147 mm². Die GPU ist eine Variante aus der PowerVR Serie 7XT mit 12 Shaderclustern, die so von Imagination Technologies nicht öffentlich als IP-Core angeboten wird. Die Herstellung erfolgt bei TSMC im Prozess 16FF+ und der SoC trägt die Bezeichnung APL1021.